# الآباء الرسوليون

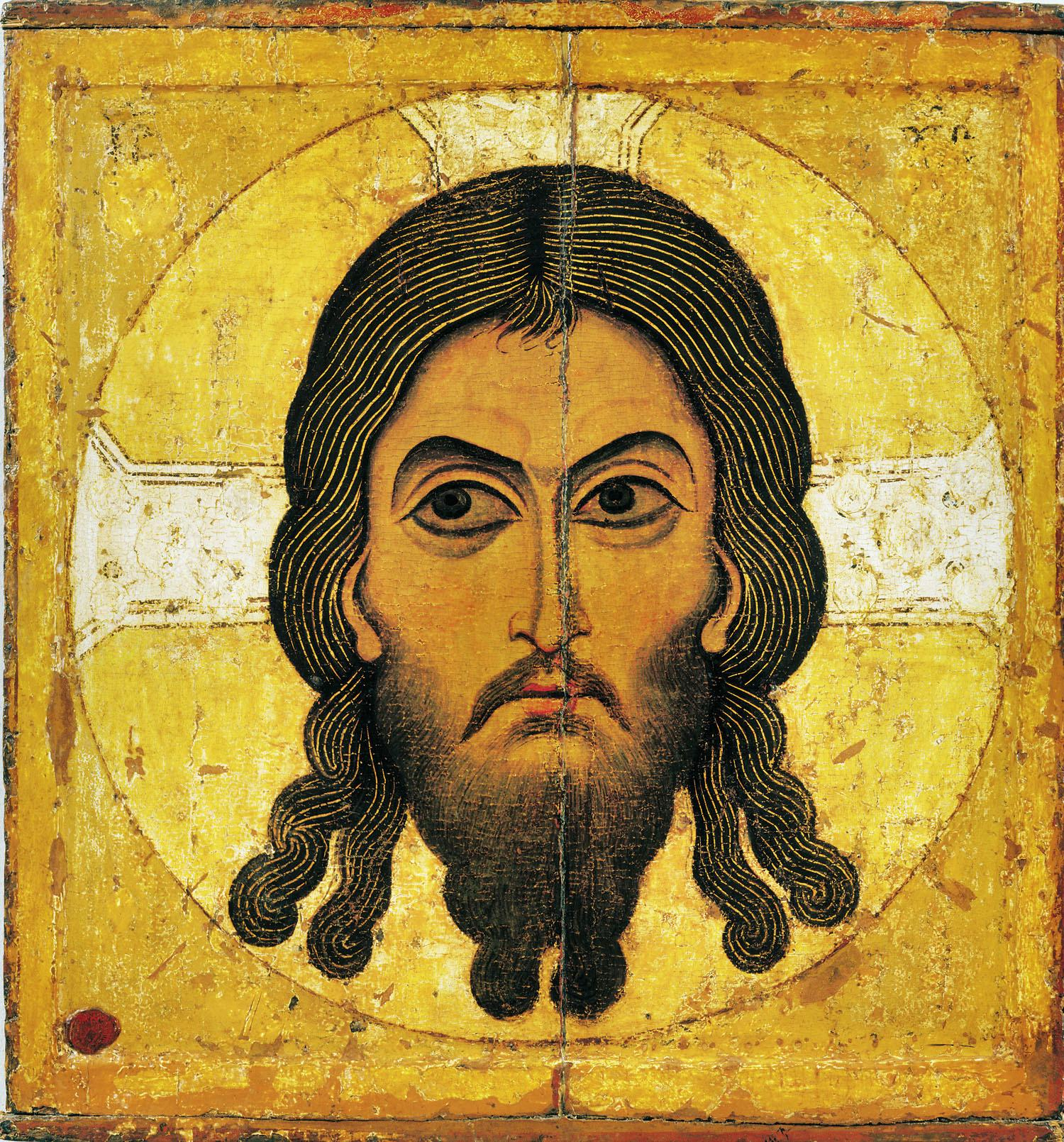
صورة لكريستوس أتشيروبويتوس

الآباء الرسوليون كانوا لاهوتيين مسيحيين أساسيين من بين آباء الكنيسة الذين عاشوا في القرنين الأول والثاني الميلادي ويُعتقد أنهم عرفوا شخصيًا بعض تلاميذ المسيح أو تأثروا بهم تأثرًا كبيرًا. لم تكن كتاباتهم مدرجة في شريعة العهد الجديد مع انتشارها على نطاق واسع في المسيحية المبكرة. العديد من الكتابات مستمدة من نفس الفترة الزمنية والموقع الجغرافي مثل الأعمال الأخرى للأدب المسيحي المبكر والتي أصبحت جزءًا من العهد الجديد.